# Občina Preddvor
Občina Preddvor je jednou z 212 občin ve Slovinsku. Nachází se v Hornokraňském regionu na území historického Kraňska. Občinu tvoří 14 sídel, její rozloha je 87,0 km² a k 1. lednu 2017 zde žilo 3 597 obyvatel. Správním střediskem občiny je vesnice Preddvor.

## Geografie
Občina Preddvor se rozkládá na severu Slovinska, v údolí řeky Kokra a na jižních svazích Kamnicko-Savinjských Alp. Nejvyšším bodem je Grintovec (2558 m n. m.).

## Pamětihodnosti
- Storžič, hora (2132 m n. m.)
- umělé jezero Črnava
- údolí řeky Kokra
- hrady Dvor, Hrib a Turn

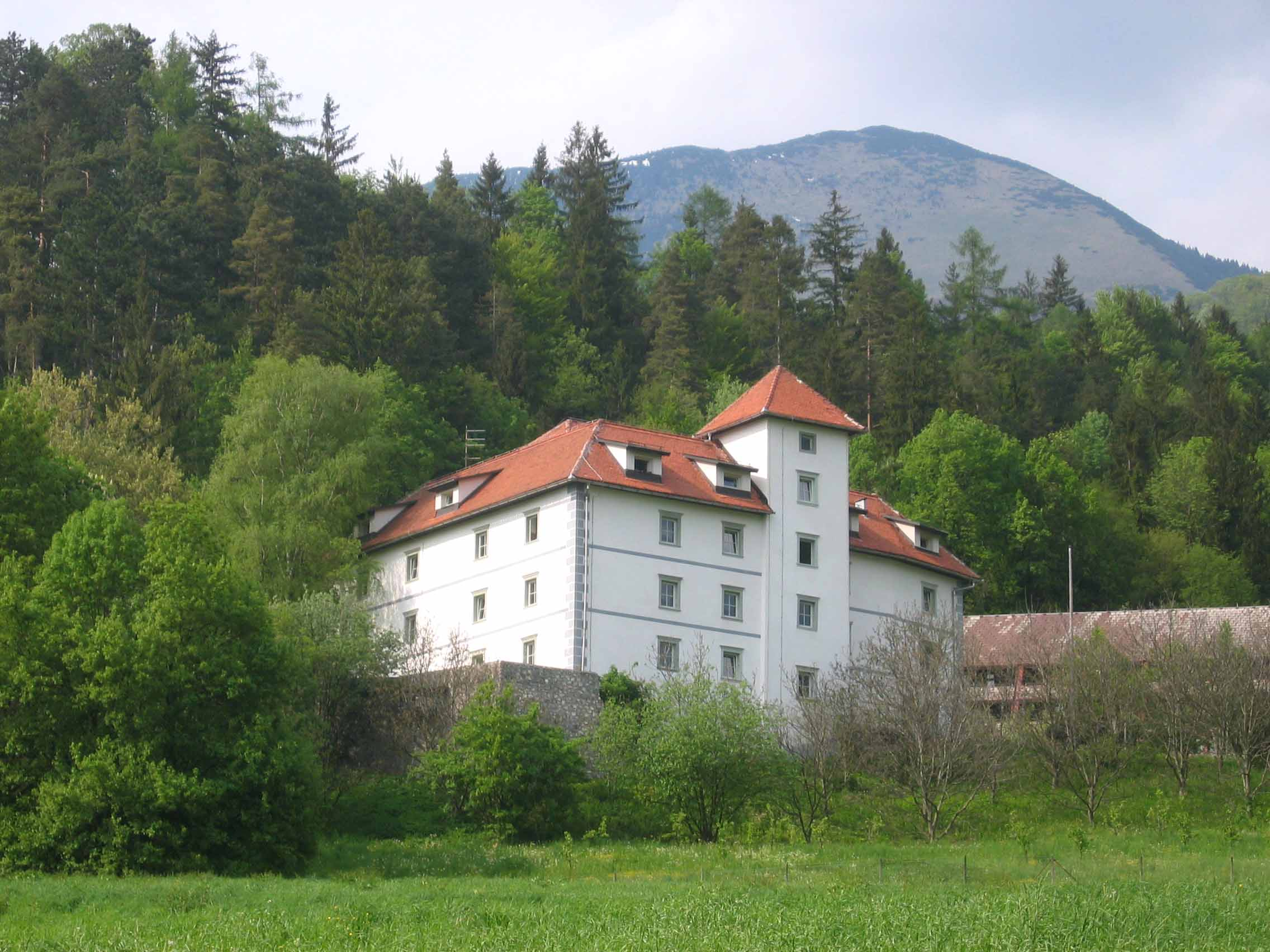
Hrad Turn

- kostely svatého Vavřince a svatého Jakuba

## Členění občiny
Občina se dělí na sídla: Bašelj, Breg ob Kokri, Hraše pri Preddvoru, Hrib, Kokra, Mače, Možjanca, Nova vas, Potoče, Preddvor, Spodnja Bela, Srednja Bela, Tupaliče, Zgornja Bela.

## Sousední občiny
Sousedními občinami jsou: Jezersko na severu, Kamnik na východě, Šenčur a Cerklje na Gorenjskem na jihu, Kranj a Tržič na západě.